# Stefano Bandecchi
Stefano Bandecchi (Livorno, 4 aprile 1961) è un politico, imprenditore e dirigente sportivo italiano, dal 15 giugno 2022 coordinatore di Alternativa Popolare, dal 31 maggio 2023 sindaco di Terni e dal 31 marzo 2025 presidente della Provincia di Terni.
È noto in ambito imprenditoriale per aver fondato l'Università degli Studi "Niccolò Cusano", di cui ha presieduto il consiglio di amministrazione dal 2021 al 18 giugno 2023 mentre, in ambito sportivo, è stato presidente della società Ternana Calcio dal 27 febbraio 2019 al 18 giugno 2023 e, dal 5 agosto 2023 dello stesso anno presidente della squadra calcistica femminile Ternana Women.

## Biografia
Nato a Livorno, nel quartiere Shangai, figlio di un camionista e di una massaia, dal 1980 è residente a Roma; sposato con due figli, ha affermato di aver lavorato in gioventù come pescatore e manovale. Ha svolto il servizio militare nella Brigata paracadutisti Folgore partecipando anche ad operazioni in Libano.

### Attività imprenditoriale
A Roma Bandecchi si è occupato di ristorazione, turismo ed editoria. Dopo aver creato Universitalia, istituto di preparazione agli esami universitari, ha poi fondato l'Università Telematica delle Scienze Umane (UNISU). 
L'ateneo, riconosciuto con decreto del Ministero dell'istruzione, dell'università e della ricerca del 10 maggio 2006, dal 2011 ha assunto la denominazione di Università degli Studi "Niccolò Cusano", di cui Bandecchi è stato amministratore delegato fino al 2016 e presidente dal 2021 al 2023. Esso risulta controllare un college londinese, la società inglese Nciul Limited e una scuola privata di diritto francese con essa convenzionata, che assegna in Francia titoli italiani.
Insieme all'ex presidente del consiglio Silvio Berlusconi, l'ateneo e Bandecchi hanno contribuito alla fondazione della Universitas Libertatis con sede a Villa Gernetto (Lesmo). La tenuta, di proprietà del gruppo Fininvest, ha funzionato fino al 2022 come gestore di corsi e master riconosciuti. Nel 2023, in seguito al decesso dell'ex presidente del consiglio, gli eredi hanno scelto di interrompere tutte le attività che si svolgevano presso Villa Gernetto. 
Nell'ambito della ricerca scientifica l'ateneo vede operativa la Fondazione Niccolò Cusano; a tal proposito Bandecchi ha affermato di spendere 4 milioni di euro l'anno per finanziare tale settore.
Nell'ambito dell'informazione, insieme all'Università da lui fondata è attivo con Radio Cusano Campus, talk radio universitaria di informazione, cultura e approfondimento. Editore di Radio Manà Manà, Radio Manà Manà Sport e del quotidiano Le Novae, a ottobre 2019 è nata anche l'emittente televisiva Radio Cusano TV Italia. La rete, di proprietà dell'Unicusano, ha nel suo palinsesto anche il programma L'imprenditore e gli altri, in onda il lunedì sera e condotto dallo stesso Bandecchi con ospiti fissi Gianluca Fabi e Fabio Fortuna, rettore dell'Università Niccolò Cusano.
A proposito dell'avvio dell'attività nel settore dei media, il 5 giugno 2023 Report ha trasmesso un servizio in cui si evince l'esistenza di una controversia tra Bandecchi ed il giornalista Ezio Luzzi a proposito delle frequenze di Radio Cusano Campus. In particolare secondo quest'ultimo gli avrebbe manifestato interesse ad acquisire l'emittente Nuova Spazio Radio ma egli non sarebbe stato disposto a cedergli l'intera radio ma solo la frequenza ed in risposta Bandecchi si sarebbe quindi successivamente impossessato delle attrezzature per iniziare a trasmettere. La vicenda ha dato vita anche ad una serie di cause in tribunale senza che la situazione fra Luzzi e Bandecchi venisse definitivamente risolta. 
Nel dicembre 2023, Radio Manà Manà Sport sostituisce Radio Manà Manà, che si sposta sulla frequenza che diffonde l'audio di Cusano Italia Tv. Il 6 dicembre 2024, una nota ufficiale dell'ateneo annuncia l'interruzione dell'intero palinsesto di Cusano Italia TV e Cusano News 7.

### Attività come dirigente sportivo
Dopo aver tentato senza successo di acquistare la società calcistica del Livorno, sua città natale, a novembre 2014, per tramite dell'Unicusano, Bandecchi rileva la proprietà del Fondi Calcio che, pur mantenendo la denominazione ufficiale, viene informalmente chiamata Unicusano Fondi Calcio. 
Nel 2017 il Fondi viene ceduto ad Antonio Pezone e l'ateneo acquista la Ternana Calcio, iscritta nel campionato di Serie B, che, fino al 2018-2019, assume la denominazione sociale di Ternana Unicusano. Fino al 2019 la presidenza è stata delegata al dirigente di UniCusano Stefano Ranucci, poi Bandecchi, nel 2019 assume in proprio la carica. Nella sua prima conferenza stampa a Terni, Bandecchi promette la "serie A in 2 anni", ma la compagine umbra retrocede in serie C al termine dell'annata 2017-2018 e torna in B nel campionato 2020-2021. Si è dimesso dal ruolo di presidente il 18 giugno 2023, mentre il club maschile della Ternana Calcio è stato ceduto ufficialmente al gruppo Pharmaguida il 24 luglio dello stesso anno.
Dal 5 agosto 2023 ha assunto la presidenza della Ternana Women divisione femminile dell'omonimo club umbro. La società è di proprietà dell'Unicusano.

### Attività politica
Per anni sostenitore del Movimento Sociale Italiano, attraverso la Società delle scienze umane, promotrice dell’Università Niccolò Cusano, Bandecchi ha inoltre fornito sostegno economico a Forza Italia, con cui si è anche candidato alle elezioni regionali nel Lazio nel 2005. Ha inoltre fondato, nel 2013, il Movimento Unione Italiano, soggetto politico riconducibile all'area del centro-destra, che ha partecipato alle elezioni comunali di Roma dello stesso anno in appoggio alla candidatura di Gianni Alemanno.
Nel corso degli anni è diventato il più grande finanziatore di Forza Italia dopo Berlusconi e ha elargito somme di denaro anche all'europarlamentare della Lega Angelo Ciocca per la campagna per le elezioni europee del 2019, a Impegno civico di Luigi Di Maio, ai deputati Maria Elena Boschi (Italia Viva) e Raffaele Nevi (Forza Italia) per le elezioni politiche del 2022, e a Francesco Rocca per le elezioni regionali nel Lazio del 2023 (aiuto poi da quest'ultimo restituito).

#### Adesione ad Alternativa Popolare
Nel 2017 Bandecchi aderisce ad Alternativa Popolare, partito fondato da Angelino Alfano, mentre nel 2019 finanzia la campagna elettorale di Antonio Tajani per la sua candidatura alle elezioni europee di quell'anno.
Il 15 giugno 2022 viene eletto coordinatore nazionale di Alternativa Popolare, succedendo a Beatrice Lorenzin. Alle elezioni politiche anticipate del 2022 avrebbe dovuto essere candidato alla Camera dei deputati nell'uninominale Umbria 2, collegio di Terni, nelle liste di Azione e Italia Viva. L'operazione non si è poi realizzata, ha dichiarato Bandecchi, a causa dell'opposizione del capolista Carlo Calenda, motivata da un video in cui Bandecchi indossava una maglietta dei paracadutisti e citava un motto dei parà che, a dire di Bandecchi, era stato ritenuto fascista da Calenda.
In occasione delle elezioni regionali nel Lazio e in Lombardia di inizio 2023, Alternativa Popolare e Bandecchi si schierano con Francesco Rocca e con Attilio Fontana; il partito inserirà alcuni candidati nelle liste civiche a loro sostegno, che risulteranno eletti.

#### Sindaco di Terni
Alle elezioni amministrative del 2023 si candida a sindaco di Terni, sostenuto, oltre che da Alternativa Popolare, dalle liste civiche "Con Bandecchi per Terni" (appoggiata da Noi moderati), "Noi con Terni" (con all'interno candidati provenienti da Italexit di Gianluigi Paragone) e "Terni per Loro". Al primo turno ottiene il 28,14% dei voti, posizionandosi al secondo posto dopo il candidato del centro-destra, Orlando Masselli, già assessore al bilancio nell'amministrazione uscente, che ottiene il 35,81%. Al ballottaggio del 29 maggio, Bandecchi viene eletto sindaco con il 54,73% dei voti contro il 45,27% ottenuto da Masselli; il 31 maggio 2023 viene quindi proclamato ufficialmente primo cittadino, subentrando all'uscente Leonardo Latini.
L'8 febbraio 2024, con un video sui social, annuncia di aver comunicato in via informale, alla giunta, l'intenzione di dimettersi da sindaco di Terni per ragioni di carattere politico; le dimissioni vengono da lui formalizzata il 9 febbraio, ma ritirate il 16 dello stesso mese.

#### Elezioni europee e regionali del 2024
Alle elezioni europee del 2024 Bandecchi è stato candidato in tutte le circoscrizioni e ha raccolto circa 17.000 preferenze personali; tuttavia, la lista di Alternativa Popolare, con i suoi 90.663 voti ottenuto a livello nazionale. pari a una percentuale dello 0,39%, non riesce a superare la soglia di sbarramento. 
Alle elezioni regionali in Liguria del 27 e 28 ottobre 2024, Alternativa Popolare presenta una lista a sostegno del candidato Marco Bucci, con lo stesso Bandecchi capolista a Genova, Savona e Imperia. La lista ottiene complessivamente 1.929 voti pari allo 0,34%, mentre Bandecchi ottiene 150 preferenze personali nella circoscrizione di Genova, 20 in quella di Imperia e 33 in quella di Savona. 
Alle elezioni regionali in Umbria del 17 e 18 novembre 2024, dopo aver dapprima dichiarato di voler partecipare personalmente come candidato al ruolo di presidente della Regione, il 15 settembre 2024 ha ritirato la candidatura in seguito a un accordo politico che lo vedeva entrare a far parte della coalizione di centro-destra a sostegno della riconferma, per un secondo mandato, dell'uscente Donatella Tesei; quest'ultima, però, arriva seconda dietro la candidata del centro sinistra, Stefania Proietti, mentre la lista di AP ottiene 6.939 voti, pari a una percentuale del 2,16%, insufficiente ad eleggere almeno un consigliere.

#### Presidente della Provincia di Terni
Il 31 marzo 2025 viene proclamato Presidente della Provincia di Terni a seguito dei risultati ottenuti con voto ponderato (38.523 voto) nell’elezione di secondo grado svoltasi il 30 marzo 2025.

## Onorificenze
- 20 aprile 2022: cittadinanza onoraria di Terni.[55]

## Controversie e procedimenti giudiziari

### Inchiesta per evasione fiscale
Il 19 gennaio 2023 viene annunciato il sequestro, da parte della Guardia di Finanza, di una Rolls Royce Phantom di proprietà dell'Università Niccolò Cusano acquistata nel 2018 al costo di 550 mila euro, di una Ferrari del 2020 da 505 mila euro, dei conti correnti dell'ateneo e di alcune fatture da cui emergerebbe la sottoscrizione di diversi contratti di viaggio verso mete turistiche e per il leasing di elicotteri e altri mezzi che avrebbero consentito a Bandecchi, iscritto nel registro delle notizie di reato con l'accusa di evasione fiscale, di seguire le trasferte della Ternana Calcio. Il 20 marzo dello stesso anno il Tribunale del Riesame di Roma conferma il provvedimento di sequestro dei beni per 20 milioni di euro mentre ad ottobre dello stesso anno la Cassazione respinge il ricorso in merito al sequestro disposto nel gennaio del 2023.
Il 24 agosto 2024 La Repubblica riporta la notizia di un provvedimento, applicato nel giugno dello stesso anno, disposto dal GIP di Roma su richiesta del PM nei confronti dell'università Niccolò Cusano per il sequestro di 2,6 milioni di euro relativi a presunte imposte sui redditi (Ires) non versate nel corso dell'anno 2021. Quindi, il 17 settembre 2024 stesso anno la Procura di Roma  aveva notificato l'avviso di conclusione delle indagini ed il successivo 12 novembre chiede di rinviare a giudizio Bandecchi, l'ex rettore Giovanni Puoti, l'ex amministratore dell'ateneo Fabio Stefanelli e l'ex presidente Stefano Ranucci con l'accusa di evasione fiscale relativa al versamento dell'IRES dal 2018 al 2022 all'Agenzia delle Entrate per 13 milioni e 884mila euro.
Il 9 luglio 2025 l'ateneo comunica che, con la sentenza 6178/2025 della Corte di Giustizia Tributaria di primo grado di Roma, depositata il 4 luglio 2025, è stato annullato integralmente l'avviso di accertamento dell'Agenzia delle Entrate - Direzione Provinciale Roma 1 per le imposte Ires e Irap relative all'anno 2017, dell'importo complessivo di oltre 8,6 milioni di euro. Il comunicato dell'università afferma che “il collegio giudicante ha dichiarato del tutto infondato l'accertamento tributario, riconoscendo che l'Università non ha mai perso la propria qualifica di ente non commerciale". La sentenza ha inoltre disposto il pagamento da parte dell' Agenzia delle Entrate al pagamento delle spese processuali liquidate in 10.000 euro oltre accessori di legge.

### Scontri con i tifosi della Ternana Calcio
In qualità di dirigente sportivo Bandecchi è stato spesso contestato dai tifosi della Ternana Calcio. Il 23 febbraio 2023, allo stadio Liberati di Terni nel corso della partita della squadra di calcio locale contro il Cittadella conclusasi con la sconfitta degli umbri ha reagito alle contestazioni di alcuni tifosi ternani con degli sputi. L'episodio ha avuto una ampia rilevanza mediatica nazionale.

### Sanzione da parte della FIGC
Il 28 luglio 2023 la FIGC ha comminato una sanzione pecuniaria da 5.000 euro alla Ternana Calcio e da 5.000 euro a Bandecchi poiché in un'intervista alla testata “TvPlay” sulle vicende giudiziarie della Juventus Football Club egli aveva affermato che il club torinese aveva “rubato” e aveva invitato il presidente della Figc Gabriele Gravina a "cambiare spacciatore".

### Minacce nei suoi confronti
Il 2 settembre 2023 Il Messaggero riporta che Bandecchi avrebbe formalizzato al prefetto di Terni la richiesta di una scorta dopo essere stato minacciato di morte il 25 luglio dello stesso anno in zona Eur a Roma. Quindi, il 15 settembre dello stesso anno riceve in comune a Terni una lettera scritta a mano siglata "Nar" contenente insulti e minacce di morte che viene sequestrata dalla Digos per l'avvio delle indagini finalizzate ad individuare gli autori.

### Alterco durante il consiglio comunale di Terni con due consiglieri di opposizione
Il 28 agosto 2023, durante il consiglio comunale di Terni, Bandecchi si è rivolto in modo scomposto contro due consiglieri di opposizione di FdI prima in modo verbale poi alzandosi dal proprio scranno e dirigendosi verso i banchi della minoranza, con l’intervento di agenti di polizia locale presente in aula.
Quindi, il 30 aprile 2025 i media riportano la notizia che ad ottobre 2024 la Procura di Terni ha richiesto il rinvio a giudizio di Bandecchi contestandogli le ipotesi di reato di minaccia, oltraggio, violenza e resistenza a pubblico ufficiale, interruzione di pubblico servizio e minaccia ad un corpo politico. L'udienza è stata fissata al 1° ottobre 2025.